# Davi de Munctorpe
Davi (português brasileiro) ou David (português europeu) de Munctorpe (em latim: David Munctorpensis; em sueco: David av Munktorp) foi um monge cluníaco anglo-saxão do século XI. Atuou como missionário na Suécia, sobretudo na província de Vestmânia.

## Vida
Davi era nativo do Reino da Inglaterra. Foi enviado como missionário à Suécia por Sigfrido junto com Botuíno e Ésquilo e missionou em especial na Sudermânia e Vestmânia, na área do lago Malar, e na Norlândia. Davi é ligado a Munctorpe, uma vila situada na comuna de Copinga, em Vestmânia. Relatadamente construiu a Igreja de Munctorpe (em sueco: Munktorps kyrka) no século XI, cujas estruturas originais foram batizadas de Igreja de Davi em sua homenagem. Porém, é provável que tenha apenas reorganizado a igreja já fundada. Após falecer, provavelmente em 1082, foi canonizado em data incerta.
Segundo a lenda ligada a Davi, dedicou-se a seus estudos e devoção e decidiu entrar na Ordem de Clúnia, que firmemente se instalou na Inglaterra após a conquista normanda. Quando soube do martírio de Sigfrido, foi à Suécia para obter a coroa do martírio. Ao chegar em Vestmânia, se instalou em Munctorpe, a partir de onde, segundo uma carta de Vesteros, andava nas aldeias e cidades pregando a palavra de Deus e renomeando-as. A afirmação de que Davi foi o primeiro bispo de Vesteros é hoje rejeitada, pois deriva de documento falsificado por Nils Rabênio. Apesar disso, o missionário foi tão relevante que o bispo Birgero transferiu seus restos mortais à Catedral de Vesteros, que não tinha relíquias de homens santos. Numa reunião ocorrida em Upsália no tempo do rei João III (r. 1568–1592), Tomás de Munctorpe disse que "legados papais" circulavam em Munctorpe pedindo que as pernas de Davi, que haviam sido perdidas, fossem encontradas.
Em 1510, o reitor de Vesteros João de Clingesboda colocou um muro na fachada oeste da catedral no qual Davi é representado com uma vara de pastor e um barrete e há uma legenda "São Davi, o Anglo" (em latim: Sanctus David Anglus). Em uma coleção de santos suecos, intitulada Vitis Aquilonia e publicada em 1623 por João Vastóvio, um seguidor sueco do rei Sigismundo III (r. 1587–1632), sua vida também foi incluída. João Messênio, em sua Scondia illustrata (de 1705), afirmou que Davi viveu em Munctorpe com alguns monges e foi enterrado lá. O mesmo Messênio datou a morte de Davi em 1025, uma data equivocada baseada numa fonte perdida.